# Майстерман, Семён Аронович
Семён Аро́нович Майстерма́н (1932—2015) — советский и российский фотохудожник, фотожурналист. Заслуженный работник культуры Российской Федерации (1997).

## Биография
Родился 17 января 1932 года в Мирополе (ныне Романовский район (Житомирская область), Украина) в семье военнослужащего. Отец — участник Великой Отечественной войны, после окончания войны служил военным прокурором.
До 5 класса учился в Миропольской семилетней школе. Летом 1941 года был эвакуирован в Ставропольский край, затем в Туркмению. С 1945 года — в Петрозаводске.
В 1947—1949 годах учился в Петрозаводском художественно-ремесленном училище № 4, входил в состав юношеской сборной КФССР по лёгкой атлетике.
В 1950—1963 годах работал репортёром, фотокорреспондентом Карельского радио, литературным сотрудником республиканской газеты «Комсомолец».
С 1963 года — собственный корреспондент ТАСС по Карелии и Мурманской области.
В 2002 году награждён премией Международной гильдии профессиональных фотографов СМИ «Золотой глаз России» за освещение операции по подъёму атомной подводной лодки «Курск».
Автор многочисленных персональных фотовыставок в Австрии, Великобритании, Германии, России, США, Японии, скандинавских странах.
Умер 15 апреля 2015 года. Похоронен в Петрозаводске на Сулажгорском кладбище Петрозаводска.

## Награды
- Орден Почёта (2002)
- заслуженный работник культуры Карельской АССР (1980)
- Заслуженный работник культуры Российской Федерации (1997)
- Благодарность Президента Российской Федерации (16 декабря 2011) — за заслуги в развитии культуры, образования и многолетнюю плодотворную работу[1]
- Почётный полярник СССР (1978)
- Почётный гражданин Петрозаводска (2002).

## Фотоальбомы
Автор 15 фотоальбомов:
- Хибины: фотоальбом. — Мурманское книжное издательство, 1976
- Мурман Советский: фотоальбом. — Мурманское книжное издательство, 1978, 1980
- Мурманск: фотоальбом, 1986, 2001
- Минералы Кольского полуострова: фотоальбом, 1994
- Кольское заполярье: фотоальбом. — Мурманское книжное издательство, 1994 ISBN 5-85510-176-6
- Кольский полуостров: фотоальбом, 2001
- Карелия: фотоальбом. — СПб., 2000
- Кольский полуостров: фотоальбом. — Мурманск, 2002
- Петрозаводск. 300 лет: фотоальбом. — М., 2003 ISBN 5-89480-052-8
- Объектив истории: фотоальбом, 2011[2]

и другие.

## Личная жизнь
- Отец — Арон Аврумович Майстерман,
- Супруга — Клара Михайловна (1932—1996), урожд. Торопова,
- Дети — Евгения (род. 1952), Наталья (род. 1957).